# Sicyopterus sarasini
Sicyopterus sarasini es una especie de pez de la familia de los Gobiidae en el orden de los Perciformes.

## Morfología
Los machos pueden llegar a alcanzar los 12 cm de longitud total y las  hembras 7.5.

## Hábitat
Es un pez de clima tropical y pelágico.

## Distribución geográfica
Se encuentra en Oceanía: Nueva Caledonia.

## Observaciones
Es inofensivo para los humanos.